# Троїцька сільська рада (Любашівський район)
Тро́їцька сільська́ ра́да — адміністративно-територіальна одиниця та орган місцевого самоврядування в Любашівському районі Одеської області. Адміністративний центр — село Троїцьке.

## Загальні відомості
Троїцька сільська рада утворена в 1917 році.
- Територія ради: 117,86 км²
- Населення ради: 3 319 осіб (станом на 2001 рік)
- Територією ради протікає річка Тилігул

## Населені пункти
Сільській раді підпорядковані населені пункти:
- с. Троїцьке
- с. Катеринівка Перша
- с. Козачий Яр
- с. Новотроїцьке
- с. Шайтанка

## Населення
Згідно з переписом УРСР 1989 року чисельність наявного населення села становила 4070 осіб, з яких 1804 чоловіки та 2266 жінок.
За переписом населення України 2001 року в селі мешкало 3316 осіб.

### Мова
Розподіл населення за рідною мовою за даними перепису 2001 року:
| Мова       | Відсоток |
| ---------- | -------- |
| українська | 94,25 %  |
| молдовська | 2,95 %   |
| російська  | 2,50 %   |
| вірменська | 0,15 %   |
| болгарська | 0,09 %   |

## Склад ради
Рада складається з 20 депутатів та голови.
- Голова ради: Бондаренко Віктор Митрофанович
- Секретар ради: Токан Ірина Євгеніївна

### Керівний склад попередніх скликань
| Прізвище, ім'я, по батькові    | Основні відомості                                                         | Дата обрання | Дата звільнення |
| ------------------------------ | ------------------------------------------------------------------------- | ------------ | --------------- |
| Бондаренко Віктор Митрофанович | Сільський голова, 1956 року народження, освіта вища, член Народної партії | 26.03.2006   | 31.10.2010      |
| Бондаренко Віктор Митрофанович | Сільський голова, 1956 року народження, освіта вища, член Партії регіонів | 31.10.2010   |                 |

Примітка: таблиця складена за даними сайту Верховної Ради України

### Депутати
За результатами місцевих виборів 2010 року депутатами ради стали:

#### За суб'єктами висування
| Суб'єкт висування                                       | Кількість обраних депутатів | %  |
| ------------------------------------------------------- | --------------------------- | -- |
| Партія регіонів                                         | 14                          | 70 |
| Народна партія                                          | 2                           | 10 |
| Політична партія Всеукраїнське об'єднання «Батьківщина» | 2                           | 10 |
| Соціалістична партія України                            | 2                           | 10 |

#### За округами
| № округу                                                | Прізвище, ім'я, по батькові       | Дата визнання обраним | Освіта             | Партійна приналежність                        | Відомості про обраного депутата                                                                                   |
| ------------------------------------------------------- | --------------------------------- | --------------------- | ------------------ | --------------------------------------------- | --- |
| Народна Партія                                          |                                   |                       |                    |                                               | |
| 5                                                       | Солоіда Валерій Анатолійович      | 01.11.2010            | середня            | член Народної партії                          | приватний підприємець                                                                                             |
| 15                                                      | Стадник Сергій Віталійович        | 01.11.2010            | середня спеціальна | член Народної партії                          | СОК «фермерська зоря», голова правління                                                                           |
| Партія регіонів                                         |                                   |                       |                    |                                               | |
| 1                                                       | Тягай Василь Анатолійович         | 01.11.2010            | вища               | член Партії регіонів                          | Катеринівська загальноосвітня школа І-ІІ ст., вчитель                                                             |
| 2                                                       | Ватаг Олена Пилипівна             | 01.11.2010            | середня спеціальна | член Партії регіонів                          | Катеринівська загальноосвітня школа І-ІІ ст., вчитель                                                             |
| 3                                                       | Славинський Олександр Олексійович | 18.05.2011            | середня            | член Партії регіонів                          | БНР, директор |
| 4                                                       | Солоїда Сергій Анатолійович       | 01.11.2010            | вища               | член Партії регіонів                          | ветеринарна лікарня, ветлікар                                                                                     |
| 6                                                       | Коваль Віктор Сергійович          | 01.11.2010            | середня спеціальна | член Партії регіонів                          | тимчасово не працює                                                                                               |
| 7                                                       | Ратушняк Оксана Анатоліївна       | 01.11.2010            | вища               | член Партії регіонів                          | навчально-виховний комплекс «Загальноосвітня школа І-ІІІ ст. — сільськогосподарський ліцей» с. Троїцьке, вчитель  |
| 9                                                       | Бойченко Людмила Гаврилівна       | 01.11.2010            | вища               | член Партії регіонів                          | навчально-виховний комплекс «Загальноосвітня школа І-ІІІ ст. — сільськогосподарський ліцей» с. Троїцьке, директор |
| 11                                                      | Колонтай Віталій Миколайович      | 01.11.2010            | вища               | член Партії регіонів                          | Троїцька сільська рада, землевпорядник                                                                            |
| 12                                                      | Токан Ірина Євгеніївна            | 01.11.2010            | вища               | член Партії регіонів                          | «Приватбанк», касир                                                                                               |
| 14                                                      | Савченко Ангеліна Анатоліївна     | 01.11.2010            | вища               | член Партії регіонів                          | Троїцький навчально-виховний комплекс «Загальноосвітня школа І ст. — дитсадок», директор                          |
| 16                                                      | Чопик Олександр Борисович         | 01.11.2010            | середня спеціальна | член Партії регіонів                          | фермерське господарство «Шевченка», бригадир                                                                      |
| 17                                                      | Токан Володимир Філімонович       | 01.11.2010            | вища               | член Партії регіонів                          | Любашівський пункт телекомунікацій, оператор                                                                      |
| 18                                                      | Кравченко Володимир Антонович     | 01.11.2010            | середня спеціальна | член Партії регіонів                          | приватний підприємець                                                                                             |
| 20                                                      | Чопик Володимир Анатолійович      | 01.11.2010            | середня            | член Партії регіонів                          | Любашівська дорожньо-експлуатаційна дільниця, керівник                                                            |
| Політична партія Всеукраїнське об'єднання «Батьківщина» |                                   |                       |                    |                                               | |
| 10                                                      | Князева Людмила Миколаївна        | 01.11.2010            | середня спеціальна | член Всеукраїнського об'єднання «Батьківщина» | Троїцька дільнича лікарня, медсестра                                                                              |
| 13                                                      | Бондаренко Любов Семенівна        | 01.11.2010            | середня спеціальна | член Всеукраїнського об'єднання «Батьківщина» | Троїцький молочний завод, завгосп                                                                                 |
| Соціалістична партія України                            |                                   |                       |                    |                                               | |
| 8                                                       | Данілеска Георгій Андрійович      | 01.11.2010            | вища               | член Соціалістичної партії України            | тимчасово не працює                                                                                               |
| 19                                                      | Станчев Едуард Михайлович         | 01.11.2010            | середня спеціальна | член Соціалістичної партії України            | Троїцька школа-інтернат, вчитель                                                                                  |